# Premierzy Vanuatu
Premier Vanuatu jest szefem rządu Vanuatu oraz faktyczną głową państwa (prezydent pełni głównie funkcje reprezentacyjne). Wybierany przez parlament w tajnym głosowaniu, odwołany może być tylko w przypadku przyznania mu wotum nieufności. Aby tak się stało, wniosek dotyczący przyznania premierowi wotum nieufności podpisany musi być przez minimum sześciu parlamentarzystów oraz złożony minimum tydzień przed głosowaniem. Odwołany premier pełni swoją funkcję do chwili wyboru następcy.

## Chronologiczna lista premierów
| Osoba | Osoba   | Osoba                                 | Kadencja            | Kadencja            | Partia polityczna           |
| #     | Portret | Imię i Nazwisko                       | Od                  | Do                  | Partia polityczna           |
| ----- | ------- | ------------------------------------- | ------------------- | ------------------- | --------------------------- |
| 1     |         | Walter Lini (1942–1999)               | 30 lipca 1980       | 6 września 1991     | Vanua’aku Pati              |
| 2     |         | Donald Kalpokas (1943–2019)           | 6 września 1991     | 16 grudnia 1991     | Vanua’aku Pati              |
| 3     |         | Maxime Carlot Korman (1942–)          | 16 grudnia 1991     | 21 grudnia 1995     | Unia Partii Umiarkowanych   |
| 4     |         | Serge Vohor (1955–2024)               | 21 grudnia 1995     | 23 lutego 1996      | Unia Partii Umiarkowanych   |
| (3)   |         | Maxime Carlot Korman (1942–)          | 23 lutego 1996      | 30 września 1996    | Unia Partii Umiarkowanych   |
| (4)   |         | Serge Vohor (1955–2024)               | 30 września 1996    | 30 marca 1998       | Unia Partii Umiarkowanych   |
| (2)   |         | Donald Kalpokas (1943–2019)           | 30 marca 1998       | 25 listopada 1999   | Vanua’aku Pati              |
| 5     |         | Barak Sopé (1955–)                    | 25 listopada 1999   | 13 kwietnia 2001    | Melanezyjska Partia Postępu |
| 6     |         | Edward Natapei (1954–2015)            | 13 kwietnia 2001    | 29 lipca 2004       | Vanua’aku Pati              |
| (4)   |         | Serge Vohor (1955–2024)               | 29 lipca 2004       | 11 grudnia 2004     | Unia Partii Umiarkowanych   |
| 7     |         | Ham Lini (1951–)                      | 11 grudnia 2004     | 22 września 2008    | Zjednoczona Partia Narodowa |
| (6)   |         | Edward Natapei (1954–2015)            | 22 września 2008    | 27 listopada 2009   | Vanua’aku Pati              |
| —     |         | Serge Vohor (1955–2024) tymczasowo    | 27 listopada 2009   | 5 grudnia 2009      | Unia Partii Umiarkowanych   |
| (6)   |         | Edward Natapei (1954–2015)            | 5 grudnia 2009      | 2 grudnia 2010      | Vanua’aku Pati              |
| 8     |         | Sato Kilman (1957–)                   | 2 grudnia 2010      | 24 kwietnia 2011    | Ludowa Partia Postępu       |
| (4)   |         | Serge Vohor (1955–2024)               | 24 kwietnia 2011    | 13 maja 2011        | Unia Partii Umiarkowanych   |
| (8)   |         | Sato Kilman (1957–)                   | 13 maja 2011        | 16 czerwca 2011     | Ludowa Partia Postępu       |
| —     |         | Edward Natapei (1954–2015) tymczasowo | 16 czerwca 2011     | 26 czerwca 2011     | Vanua’aku Pati              |
| (8)   |         | Sato Kilman (1957–)                   | 26 czerwca 2011     | 23 marca 2013       | Ludowa Partia Postępu       |
| 9     |         | Moana Carcasses Kalosil (1963–)       | 23 marca 2013       | 15 maja 2014        | Zielona Konfederacja        |
| 10    |         | Joe Natuman (1952–)                   | 15 maja 2014        | 11 czerwca 2015     | Vanua’aku Pati              |
| (8)   |         | Sato Kilman (1957–)                   | 11 czerwca 2015     | 11 lutego 2016      | Ludowa Partia Postępu       |
| 11    |         | Charlot Salwai (1963–)                | 11 lutego 2016      | 20 kwietnia 2020    | Namangi Aute                |
| 12    |         | Bob Loughman (1961–)                  | 20 kwietnia 2020    | 5 listopada 2022    | Vanua’aku Pati              |
| 13    |         | Ishmael Kalsakau (ur.?)               | 5 listopada 2022    | 4 września 2023     | Unia Partii Umiarkowanych   |
| (8)   |         | Sato Kilman (1957–)                   | 4 września 2023     | 6 października 2023 | Ludowa Partia Postępu       |
| (11)  |         | Charlot Salwai (1963–)                | 6 października 2023 | 11 lutego 2025      | Namangi Aute                |
| 14    |         | Jotham Napat (1972–)                  | 11 lutego 2025      | nadal               | Partia Liderów Vanuatu      |